# Et sted å feste blikket
Et sted å feste blikket är ett musikalbum med Anne Grete Preus, utgivet 2013s om CD och LP av skivbolaget Warner Music Norway.

## Låtlista
1. "Et sted å feste blikket" – 3:46
2. "For gyldne tider" – 4:20
3. "Vær hos meg" – 3:52
4. "Kjøpmannen" – 6:58
5. "Aldri i tvil" – 3:53
6. "Sang til Aurora" – 6:28
7. "But for the grace" – 5:18
8. "Det gode du vil" – 2:09
9. "365" – 5:59

Alla låtar är skrivna av Anne Grete Preus.

## Medverkande
Musiker
- Anne Grete Preus – sång, gitarr, keyboard, piano, körsång
- Kåre Vestrheim – keyboard
- Lenny Kaye – gitarr
- Thomas Tofte – basgitarr, keyboard
- Hilma Nikolaisen – basgitarr
- Erland Dahlen – trummor, percussion
- Christian Næss – trummor

Produktion
- Kåre Vestrheim – ljudtekniker, musikproducent
- Mike Hartung – ljudmix
- Chris Sansom – mastering